# Ripley (Tennessee)
Ripley es una ciudad ubicada en el condado de Lauderdale en el estado estadounidense de Tennessee. En el Censo de 2010 tenía una población de 8.445 habitantes y una densidad poblacional de 253,79 personas por km².

## Geografía
Ripley se encuentra ubicada en las coordenadas 35°44′46″N 89°32′3″O / 35.74611, -89.53417. Según la Oficina del Censo de los Estados Unidos, Ripley tiene una superficie total de 33.28 km², de la cual 33.18 km² corresponden a tierra firme y (0.3%) 0.1 km² es agua.

## Demografía
Según el censo de 2010, había 8.445 personas residiendo en Ripley. La densidad de población era de 253,79 hab./km². De los 8.445 habitantes, Ripley estaba compuesto por el 43.58% blancos, el 53.7% eran afroamericanos, el 0.17% eran amerindios, el 0.4% eran asiáticos, el 0.04% eran isleños del Pacífico, el 0.64% eran de otras razas y el 1.48% pertenecían a dos o más razas. Del total de la población el 1.59% eran hispanos o latinos de cualquier raza.